# Dublin (Indiana)
Dublin – miasto w Stanach Zjednoczonych, w stanie Indiana, w hrabstwie Wayne.